# Puy-Malsignat
Puy-Malsignat är en kommun i departementet Creuse i regionen Nouvelle-Aquitaine i de centrala delarna av Frankrike. Kommunen ligger i kantonen Chénérailles som tillhör arrondissementet Aubusson. År 2022 hade Puy-Malsignat 144 invånare.

## Befolkningsutveckling
Antalet invånare i kommunen Puy-Malsignat
Referens:INSEE